# Socha svatého Jana Nepomuckého na náměstí T. G. Masaryka v Prostějově
Socha svatého Jana Nepomuckého je barokní socha světce z roku 1725 nacházející se na náměstí Tomáše Garrigue Masaryka v Prostějově. 

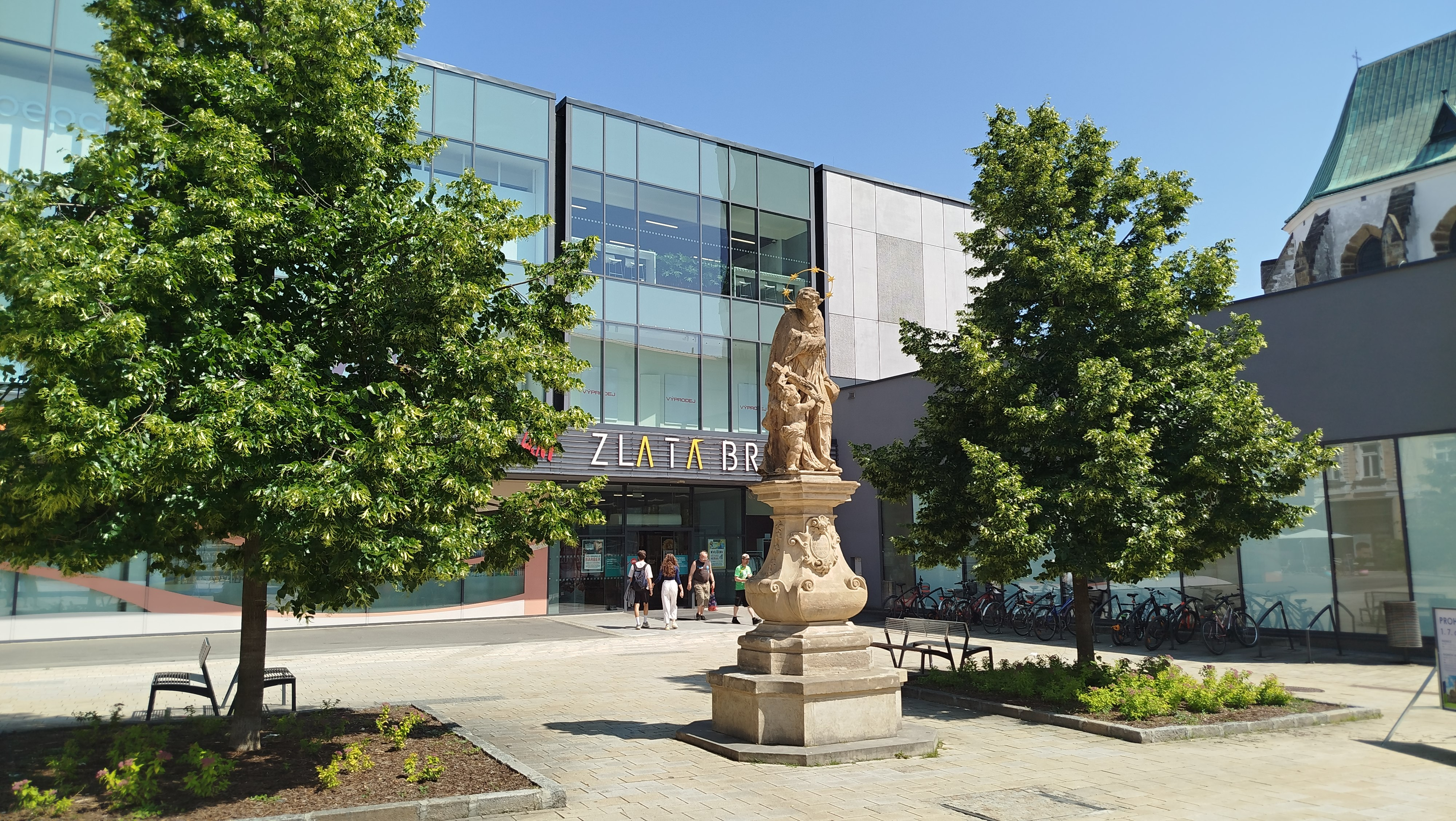
socha sv. Jana Nepomuckého (nám. TGM)

Pískovcová socha původně stávala před domem č. 27 na dnešní Wolkerově ulici. V roce 1933 byla z podnětu Památkového ústavu v Brně umístěna na hlavní náměstí. V 70. letech 20. století bylo její odstranění zdůvodněno stavbou obchodního domu Prior. Socha byla rozebrána až do roku 1990. Poté byla postavena u západní stěny kostela sv. Jana Nepomuckého namísto komunistického sousoší se srpem a kladivem. 
Socha zobrazuje generálního vikáře Johánka z Pomuku. Postava světce v kněžském oděvu je vysoká dva metry. U krku má límeček a na ramenou kanovnický kožíšek s kapucí. V ruce drží biret a po pravém boku mu andílek nese krucifix. Na podstavci je latinský nápis, který v českém překladu znamená: To je opravdu velký pomocník v potřebách. V roce 2015 se socha vrátila na náměstí T. G. Masaryka. „Svatý Jan Nepomucký prošel kompletním restaurováním. Za tyto práce a její přemístění město zaplatilo přes tři sta tisíc korun." Uvedla náměstkyně primátorky Ivana Hemerková.